# Collège Boboto
 (juillet 2017).
Si vous disposez d'ouvrages ou d'articles de référence ou si vous connaissez des sites web de qualité traitant du thème abordé ici, merci de compléter l'article en donnant les références utiles à sa vérifiabilité et en les liant à la section « Notes et références ».
Le collège Boboto (anciennement collège Albert-Ier) est une école conventionnée catholique fondée en 1937 par des jésuites belges. Situé au no 7 de l'avenue Père-Boka dans la commune de la Gombe à Kinshasa, il est aujourd'hui entièrement dirigé par les jésuites congolais. Le collège Boboto est l'un des plus prestigieux établissements scolaires congolais.

## Histoire
C'est le gouverneur général du Congo belge qui fit appel aux jésuites pour instruire et éduquer les jeunes européens en nombre grandissant à Léopoldville.
Le 4 octobre 1937, le collège ouvre ses portes sous la dénomination « collège Saint-Albert », nom choisi pour faire honneur à saint Albert de Louvain, saint patron du souverain belge de ce temps-là, Albert Ier. Il occupe alors des locaux prêtés par les dames du Sacré-Cœur. Trois jésuites (deux prêtres et un scolastique) et un laïc prennent en main les trois premières classes ainsi que toutes les activités scolaires et parascolaires. Ils habitent provisoirement à un kilomètre du collège, sur l'avenue Lippens. Le calendrier scolaire, l'horaire des cours et le nombre d'heures de cours suivent la législation belge. Le programme des cours est inspiré explicitement de celui du collège Saint-Jean-Berchmans de la Compagnie de Jésus à Bruxelles.
En 1940, le collège doit accueillir tous les enfants européens, sans distinction religieuse, bloqués en Afrique à cause de la Seconde Guerre mondiale. Le collège prend alors le nom plus neutre de « collège Albert-Ier », nom du Roi. Le 3 octobre 1940 a lieu l'inauguration officielle des bâtiments du collège Albert-Ier en présence des autorités civiles et ecclésiastiques. Les élèves aînés sont en quatrième latine. En 1941, la Curie généralice des jésuites autorise et finance l'érection des résidences des Pères (Boboto, Curie provinciale, Maison Saint Ignace et autres), du bâtiment des dortoirs du secondaire et du Centre culturel. Le collège prend dès lors le visage qu’il va s’efforcer de garder jusqu’à nos jours.
En 1945 s'achève la résidence des frères maristes (l'actuelle maison Saint Ignace) qui collaborent avec les jésuites pour l’enseignement primaire. Les statistiques indiquent en cette année 216 élèves (123 aux primaires et 93 aux humanités). À l'indépendance, il y a 515 élèves en primaire, 227 en gréco-latine, 151 en modernes-scientifiques, 77 en 6e latine, 49 en 5e latine et 20 en rhétorique. Ces statistiques s'accroissent d'année en année jusqu'à une moyenne de 2 400 élèves dont 1 750 aux primaires et 650 au secondaire à partir des années 1975.
La guerre mondiale favorise l'implantation rapide du collège, parce que la communauté de souche européenne ne pouvait plus envoyer ses enfants étudier en Europe. Le collège résiste bien à la guerre mondiale (sous le Père Recteur Mols) et aux turbulences (troubles et émeutes) de l'année de l'indépendance (sous le père recteur Cardol). À l'introduction de l'idéologie de l'authenticité dans le pays, le collège Albert-Ier devient, sous le père recteur Croonenberghs, collège Boboto, dénomination toujours utilisée.
L'année 1953-54 fut marquée par un événement qui ouvre une nouvelle phase dans l'histoire du collège : l'inscription des six premiers Congolais au collège Albert, admis à suivre les cours à partir de l'année 1954.
En 1986, pour faciliter l'administration, le père Jean-Claude Michel, Délégué du Provincial pour l'Éducation, obtient du ministère de l'Éducation que l'école primaire 1 soit scindée en deux. Cela fait trois directions pour l'école primaire Boboto et renforce le complexe scolaire Boboto.

## Administration

### Direction
L'actuel recteur est le père Jacques Bonane ,sj.
Il est assisté d'un Directeur des études (Père Jean-Claude Bindanda sj), d'une Conseillère pédagogique (Mme Anson Onkantang), d'un Directeur de discipline (M. Musingatalu Kitshiona), d'un Directeur d'internat et de discipline (M. Tambu Zezo) ainsi que de directeurs d'écoles primaires.

### Enseignement et personnel
Le collège comprend actuellement trois écoles primaires Boboto (communément appelées EP 1, EP 2 et EP 3) et le secondaire (ou cycle long). Chaque direction de l'école primaire comprend un Directeur Titulaire, un Directeur Adjoint, un Professeur de relève (surnuméraire), quinze professeurs pour quinze classes et deux ouvriers. L'effectif moyen annuel des élèves est de 560 par direction. La durée des études au cycle primaire est de six ans. La tranche d’âge des élèves du primaire va de 6 à 14 ans. Les six années sont couronnées par un Certificat du Ministère de l'Éducation Nationale qui donne accès aux études secondaires. Les élèves admis à passer au cycle du secondaire au sein du collège même ont généralement 12 ans. Une attestation spéciale de la Compagnie de Jésus leur est octroyée, comme signe distinctif de stimulation.
Le secondaire est d'enseignement général à six années d'études sanctionnées par le diplôme d'État donnant aux élèves accès aux études supérieures et universitaires dans tous les pays. Un diplôme de l'Association des pères de la Compagnie de Jésus est octroyé aux meilleurs élèves, comme signe distinctif de stimulation et d’accès aux institutions supérieures et universitaires jésuites. Le secondaire est à deux cycles : cycle long inférieur (de la 1re à la 2e année) et cycle long supérieur (de la 3e à la 6e année). Le cycle long inférieur est un tronc commun. À partir de la troisième année, les élèves sont orientés vers deux sections spécifiques : littéraire et scientifique (maths-physique et biochimie). Il y a 67 membres du personnel administratif, ouvrier et enseignant. L'effectif moyen annuel est de 700 élèves.

## Recteurs
| Période     | Recteur                     |
| ----------- | --------------------------- |
| 1933-1952   | Père Joseph Mols SJ         |
| 1952-1956   | Père De Voghel SJ           |
| 1956-1961   | Père Jean-Marie Cardol      |
| 1961-1967   | Père Paul Dubois SJ         |
| 1967-1971   | Père Paul Croonenberghs SJ  |
| 1971-1973   | Père Ernest Nicolay SJ      |
| 1973-1975   | Père Émile Jansen SJ        |
| 1975-1981   | Père Jules Dubois SJ        |
| 1981-1984   | Père Charles Verhezen SJ    |
| 1984-1990   | Père Robert Roelandt SJ     |
| 1990-1998   | Père Carlos Meija SJ        |
| 1998-2004   | Père Kalubi Nsukami SJ      |
| 2004-2006   | Père Bokamba bo Ikali SJ    |
| 2007-2013   | Père Carlos Meija SJ        |
| 2013-2015   | Père Gilbert Siska SJ       |
| 2015-2020   | Père François Kanyamanza SJ |
| 2020-2024   | Père Dieudonné Tika SJ      |
| Depuis 2024 | Père Jacques Bonane SJ      |

## Anciens élèves notables
- Jean-Pierre Bemba
- Doctor Gabs (Gabriel Akele Monga Mondipo)
- Jean Goubald Kalala
- N'Yoka Longo
- Jean-Claude Masangu
- Rigobert Moupondo
- Dikembe Mutombo
- Jean-Jacques Lumumba